# Sportjahr 1974
Liste der Sportjahre

◄◄ | ◄ | 1970 | 1971 | 1972 | 1973 | Sportjahr 1974 | 1975 | 1976 | 1977 | 1978 | ► | ►►

Weitere Ereignisse

## Badminton
Höhepunkte des Badmintonjahres 1974 waren die All England, die Scottish Open, die German Open, die Dutch Open, die Denmark Open, die French Open, die Asienspiele, die British Commonwealth Games und die Europameisterschaft.

### Internationale Veranstaltungen
| Veranstaltung | Herreneinzel   | Dameneinzel      | Herrendoppel                     | Damendoppel                        | Mixed                            |
| ------------- | -------------- | ---------------- | -------------------------------- | ---------------------------------- | -------------------------------- |
| All England   | Rudy Hartono   | Hiroe Yuki       | Tjun Tjun Johan Wahjudi          | Margaret Beck Gillian Gilks        | David Eddy Susan Whetnall        |
| Denmark Open  | Svend Pri      | Hiroe Yuki       | Tjun Tjun Johan Wahjudi          | Machiko Aizawa Etsuko Takenaka     | Elo Hansen Ulla Strand           |
| French Open   | David Hunt     | Margaret Gardner | David Hunt Peter Penneket        | Margaret Gardner Patricia Assinder | Daniel Gosset Kirsten Ballisager |
| German Open   | Sture Johnsson | Margaret Beck    | Derek Talbot Elliot Stuart       | Margaret Beck Gillian Gilks        | Roland Maywald Brigitte Steden   |
| Swedish Open  | Sture Johnsson | Lene Køppen      | Karl-Heinz Garbers Gerhard Kucki | Barbara Giles Heather Nielsen      | Roland Maywald Brigitte Steden   |

## Leichtathletik
- 8. Mai – Rosemarie Witschas, DDR, erreichte im Hochsprung der Damen 1,95 Meter.
- 27. Mai – Faina Melnik, Russland, erreichte im Diskuswurf der Damen 69,9 Meter.
- 27. Mai – Chantal Langlacé, Frankreich, lief den Marathon der Damen in 2:46:24 Stunden.
- 11. Juni – Alexei Spiridonow, Sowjetunion, erreichte im Hammerwurf der Herren 76,66 Meter.
- 6. Juli – Ljudmila Bragina, Sowjetunion, lief die 3000 Meter der Damen 8:52,8 Minuten.
- 8. Juli – Rick Wohlhuter, USA, lief die 800 Meter der Herren in 1:43,5 Minuten.
- 13. Juli – Krystyna Kacperczyk, Polen, lief die 400 Meter Hürden der Damen 56,51 Sekunden.
- 13. Juli – Irena Szewińska, Polen, lief die 200 Meter der Damen in 22,21 Sekunden.
- 22. Juli – Irena Szewińska, Polen, lief die 400 Meter der Damen in 49,9 Sekunden.
- 30. Juli – Rick Wohlhuter, USA, lief die 1000 Meter der Herren in 2:13,9 Minuten.
- 3. August – Brendan Foster, Großbritannien, lief die 3000 Meter der Herren in 7:35,2 Minuten.
- 6. August – Ljudmila Bragina, Sowjetunion, lief die 3000 Meter der Damen in 8:52,74 Minuten.
- 12. August – Filbert Bayi, Tansania, lief die 1500 Meter der Herren in 3:32,2 Minuten.
- 13. August – Krystyna Kacperczyk, Polen, lief die 400 Meter Hürden der Damen in 56,51 Sekunden.
- 28. August – Karin Krebs, DDR, lief die 1000 Meter der Damen 2:35,0 Minuten.
- 3. Oktober – Ruth Fuchs, DDR erreichte im Speerwurf der Damen 67,22 Meter.

## Motorradsport

### Formel 750
- Den Titel in der als Preis der FIM ausgetragenen Formel 750 sichert sich der 30-jährige Australier John Dodds auf Yamaha vor dem Franzosen Patrick Pons (ebenfalls Yamaha) und seinem Landsmann Jack Findlay (Suzuki).

## Radsport
- DDR-Rundfahrt 1974
- Harzrundfahrt 1974

## Tischtennis
- Tischtennis-Europameisterschaft 1974 April in Novi Sad (Jugoslawien)
- Länderspiele Deutschlands (Freundschaftsspiele)
  - 5. Februar: Berlin: D. – Japan 5:4 (Herren)
  - 5. Februar: Berlin: D. – Japan 1:3 (Damen)
- Europaliga
  - 10. Januar: Dietzenbach: D. – ČSSR 1:6 (Damen + Herren)
  - 20. Februar: Konz: D. – UdSSR 2:5 (Damen + Herren)
  - 14. März: Horn: D. – Österreich 7:0 (Damen + Herren)
  - 17. Oktober: Saarlouis: D. – Frankreich 4:3 (Damen + Herren)
  - 5. November: Moskau: D. – UdSSR 3:4 (Damen + Herren)
  - 12. Dezember: Lübeck: D. – Schweden 1:6 (Damen + Herren)

## Geboren

### Januar
- 02. Januar: Torsten Abel, deutscher Triathlet
- 02. Januar: Helen Clitheroe, britische Leichtathletin
- 02. Januar: Sascha Maier, deutscher Fußballspieler
- 02. Januar: Jean Nuttli, Schweizer Radrennfahrer
- 02. Januar: Anika Ziercke, deutsche Handballspielerin
- 03. Januar: Alessandro Petacchi, italienischer Radrennfahrer
- 04. Januar: Thorsten Albustin, deutscher Fußballspieler und -trainer
- 04. Januar: Ottaviano Andriani, italienischer Langstreckenläufer
- 04. Januar: Danilo Hondo, deutscher Radrennfahrer
- 04. Januar: Armin Zöggeler, italienischer Rodler
- 08. Januar: Jürg Grünenfelder, Schweizer Skirennläufer
- 10. Januar: Grischa Ludwig, deutscher Westernreiter
- 10. Januar: Steve Marlet, französischer Fußballspieler

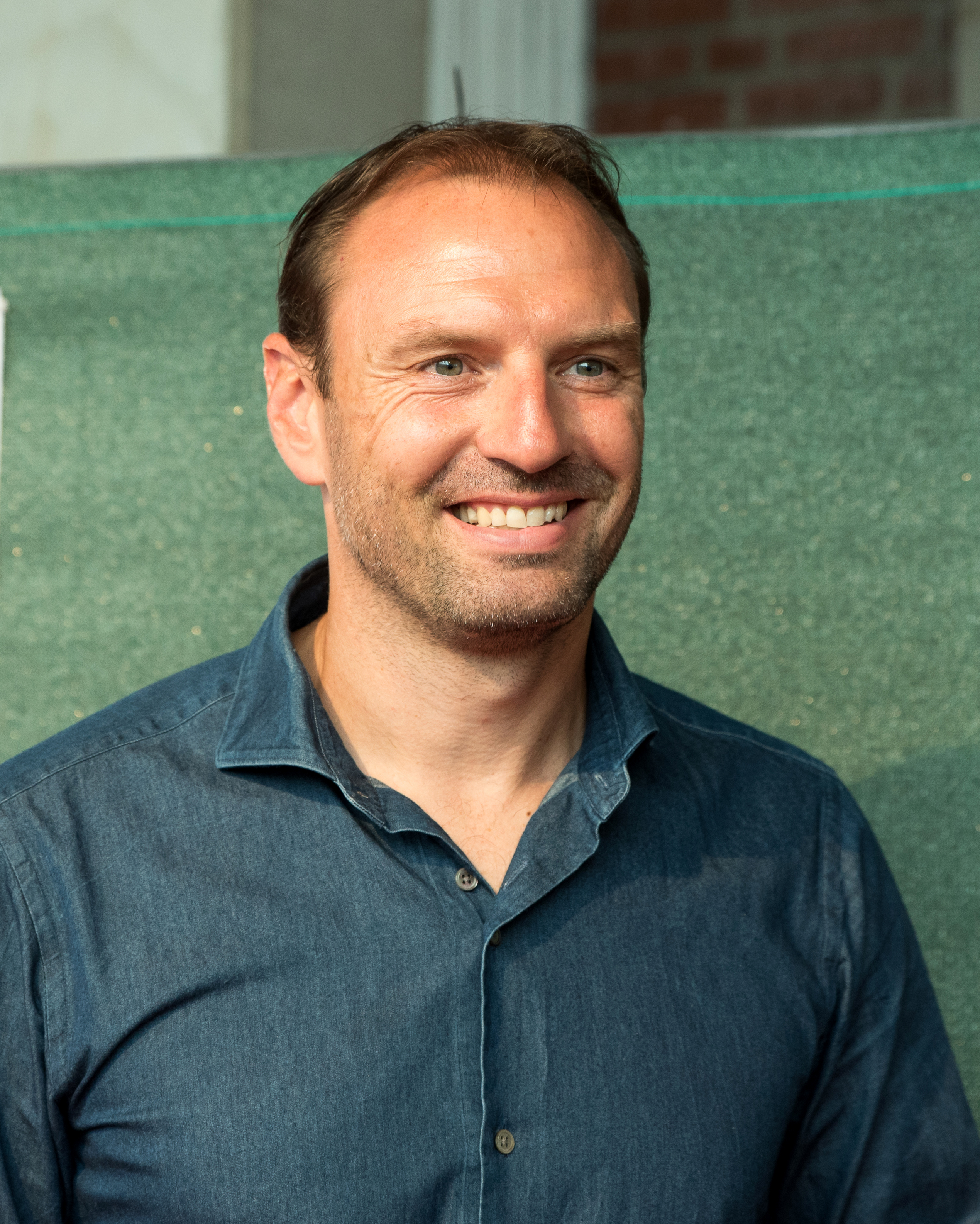
Jens Nowotny

- 11. Januar: Jens Nowotny, deutscher Fußballspieler
- 12. Januar: Tor Arne Hetland, norwegischer Skilangläufer
- 13. Januar: Sergej Brylin, russischer Eishockeyspieler
- 15. Januar: Adam Ledwoń, polnischer Fußballspieler († 2008)
- 16. Januar: Kati Winkler, deutsche Eiskunstläuferin
- 18. Januar: Marco Geisler, deutscher Ruderer
- 20. Januar: Komlan Assignon, togoischer Fußballspieler
- 20. Januar: Alvin Harrison, US-amerikanischer Leichtathlet und Olympiasieger
- 21. Januar: Alexandre Sperafico, brasilianischer Automobilrennfahrer
- 22. Januar: Jörg Böhme, deutscher Fußballspieler
- 22. Januar: Olga Markowa, russische Eiskunstläuferin
- 23. Januar: Alla Bastert-Tkachenko, russische Tänzerin
- 24. Januar: Cyril Despres, französischer Enduro- und Rallye-Raid-Fahrer
- 24. Januar: Tanja Hart, deutsche Volleyballspielerin
- 25. Januar: Marek Mastič, slowakischer Eishockeyspieler

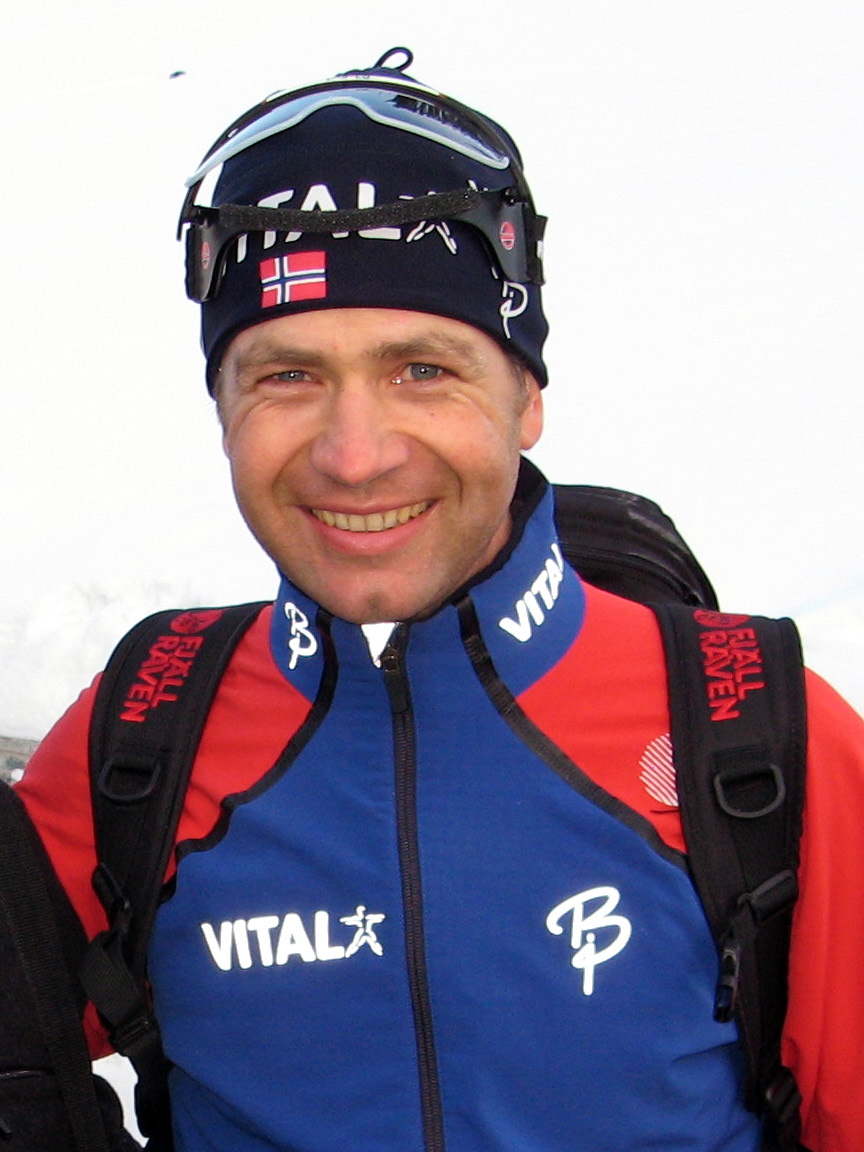
Ole Einar Bjørndalen

- 27. Januar: Ole Einar Bjørndalen, norwegischer Biathlet und Olympiasieger
- 29. Januar: Achim Schürmann, deutscher Handballspieler und Handballtrainer
- 30. Januar: Abdel Zaher El-Saqua, ägyptischer Fußballspieler

### Februar
- 01. Februar: Roberto Heras, spanischer Radrennfahrer
- 03. Februar: Florian Rousseau, französischer Radrennfahrer
- 04. Februar: Luca Mazzanti, italienischer Radrennfahrer
- 05. Februar: Nadine Ernsting-Krienke, deutsche Feldhockeyspielerin
- 06. Februar: Jan Thomas Lauritzen, norwegischer Handballspieler
- 07. Februar: Steve Nash, kanadischer Basketballspieler
- 07. Februar: Sergei Wolkow, russischer Schachgroßmeister
- 08. Februar: Gennadi Michailow, russischer Radrennfahrer
- 11. Februar: Sébastien Hinault, französischer Radrennfahrer
- 12. Februar: Martin Annen, schweizerischer Bobfahrer
- 12. Februar: Toranosuke Takagi, japanischer Automobilrennfahrer
- 13. Februar: Stefan Kobel, Schweizer Beachvolleyballspieler
- 14. Februar: Philippe Léonard, belgischer Fußballspieler
- 14. Februar: Gürkan Sermeter, Schweizer Fußballspieler
- 14. Februar: Oleksandr Symonenko, ukrainischer Radsportler

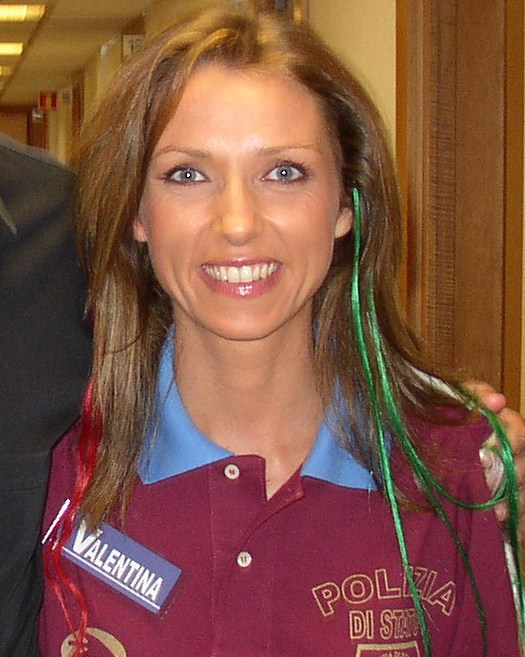
Valentina Vezzali

- 14. Februar: Valentina Vezzali, italienische Fechterin
- 15. Februar: James Anderson, englischer Badmintonspieler
- 15. Februar: Alexander Wurz, österreichischer Formel-1-Pilot
- 16. Februar: Jamie Davies, britischer Automobilrennfahrer
- 16. Februar: José Dominguez, portugiesischer Fußballspieler
- 18. Februar: Urška Hrovat, slowenische Skirennläuferin

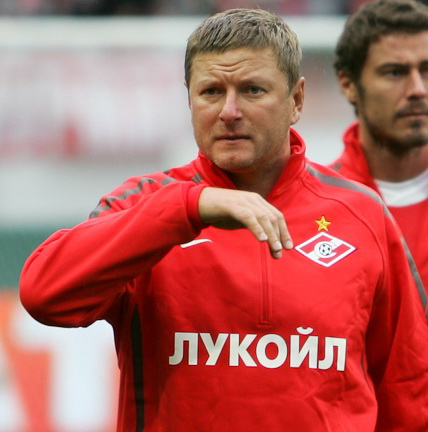
Jewgeni Kafelnikow

- 18. Februar: Jewgeni Kafelnikow, russischer Tennisspieler und Olympiasieger
- 20. Februar: Wera Iljina, russische Wasserspringerin und Olympiasiegerin
- 20. Februar: Maciej Murawski, polnischer Fußballspieler und -trainer
- 21. Februar: Andreas Abel, deutscher Fußballspieler
- 21. Februar: Gilbert Agius, maltesischer Fußballspieler
- 21. Februar: Kevin Blom, niederländischer Fußballschiedsrichter
- 22. Februar: Markus Schopp, österreichischer Fußballspieler
- 24. Februar: Michael Angerschmid, österreichischer Fußballspieler
- 24. Februar: Takuma Aoki, japanischer Motorradrennfahrer
- 24. Februar: Anjanette Kirkland, US-amerikanische Leichtathletin
- 26. Februar: Stefano d’Aste, italienischer Automobilrennfahrer
- 26. Februar: Martina Zellner, deutsche Biathletin
- 26. Februar: Sébastien Loeb, französischer Rallyefahrer
- 27. Februar: Colin Edwards, US-amerikanischer Motorradrennfahrer
- 28. Februar: Christine Adams, deutsche Stabhochspringerin
- 28. Februar: Natalja Karimowa, russische Bahnradsportlerin
- 28. Februar: Abraham Wogute, ugandischer Badmintonspieler
- 28. Februar: Alexander Zickler, deutscher Fußballspieler

### März

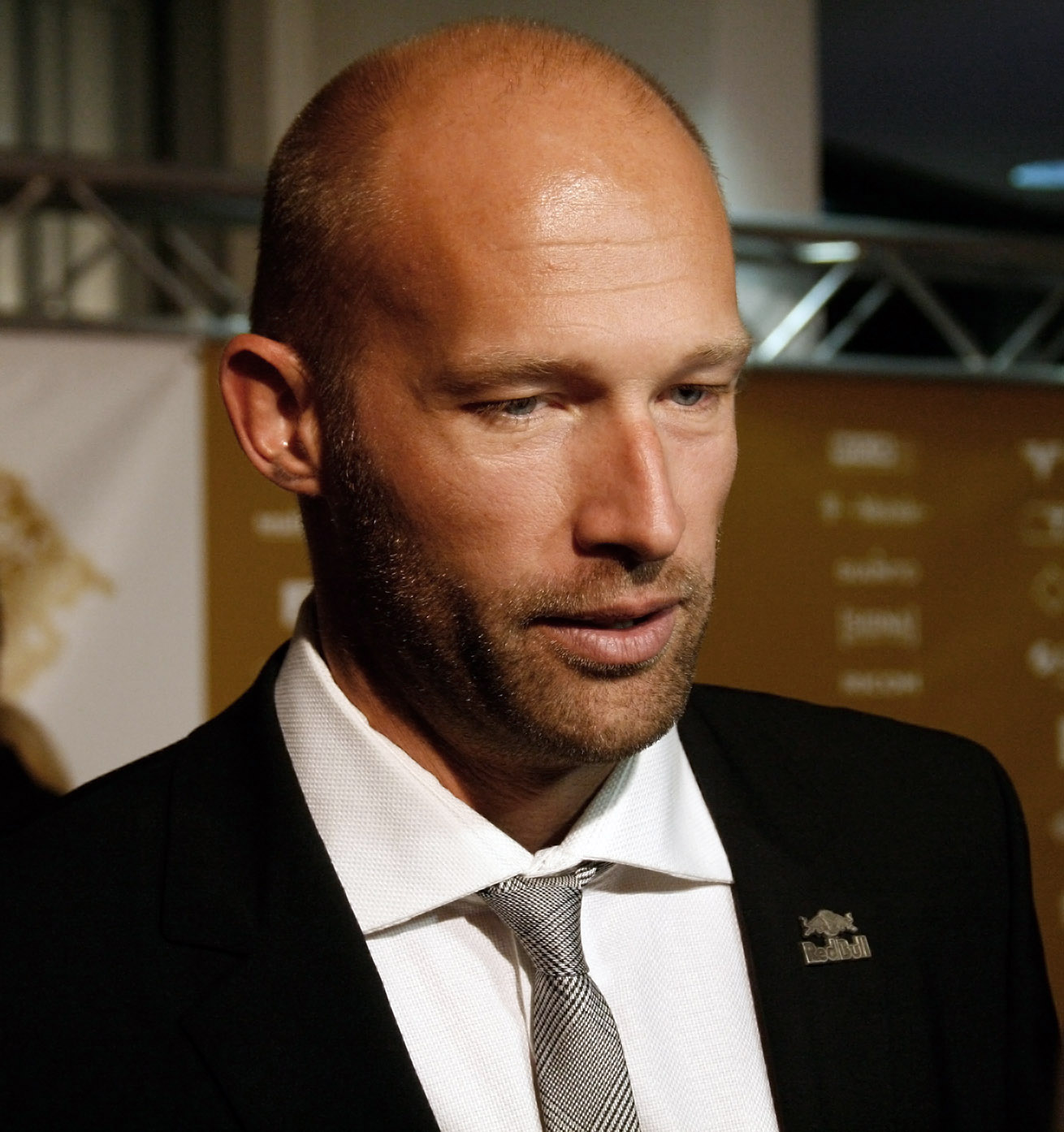
Nik Berger (* 18. März)

- 01. März: Marija Manakova, russisch-serbische Frauengroßmeisterin im Schach
- 02. März: Marcel Jenni, Schweizer Eishockeyspieler
- 02. März: Ante Razov, US-amerikanischer Fußballspieler
- 03. März: Tomáš Kraus, tschechischer Skisportler
- 04. März: Indra Angad-Gaur, niederländische Florettfechterin
- 04. März: Karol Kučera, slowakischer Tennisspieler
- 04. März: Ariel Ortega, argentinischer Fußballspieler
- 09. März: Diana Fehr, liechtensteinische Skirennläuferin
- 09. März: Armen Nasarjan, bulgarischer Ringer armenischer Herkunft und zweifacher Olympiasieger
- 12. März: Charles Akonnor, ghanaischer und deutscher Fußballspieler
- 13. März: Maxim Galanow, russischer Eishockeyspieler
- 13. März: Franziska Schenk, deutsche Eisschnellläuferin und Moderatorin
- 15. März: Anders Andersson, schwedischer Fußballspieler
- 15. März: Dmitri Sautin, russischer Wasserspringer und Olympiasieger
- 16. März: Heath Streak, simbabwischer Cricketspieler und -trainer († 2023)
- 16. März: Anthony Tieku, ghanaischer Fußballspieler
- 17. März: Miloš Jirovský, tschechischer Schachspieler
- 17. März: Tõnis Kasemets, estnisch-US-amerikanischer Automobilrennfahrer
- 18. März: Nik Berger, österreichischer Beachvolleyball-Spieler
- 19. März: Hanka Kupfernagel, deutsche Radsportlerin
- 20. März: Mattias Asper, schwedischer Fußballtorwart
- 20. März: Manuela Lutze, deutsche Rudersportlerin, zweifache Olympiasiegerin
- 20. März: Carsten Ramelow, deutscher Fußballspieler
- 21. März: Søren Hansen, dänischer Golfspieler
- 21. März: Niels Pfannenschmidt, deutscher Handballspieler und -trainer
- 21. März: Regina Schleicher, deutsche Radsportlerin
- 22. März: Lucimar Aparecida de Moura, brasilianische Sprinterin
- 23. März: Patricio Muente, argentinischer Springreiter
- 24. März: Sergei Kljugin, russischer Hochspringer und Olympiasieger
- 26. März: Søren Haagen, dänischer Handballtorwart und Handballtrainer
- 26. März: Mike Rietpietsch, deutscher Fußballspieler
- 27. März: Gaizka Mendieta, spanischer Fußballspieler
- 28. März: Mark King, englischer Snooker-Spieler
- 28. März: Johanna Paasikangas-Tella, finnische Schachspielerin
- 29. März: Edwina Tops-Alexander, australische Springreiterin
- 30. März: Tomislav Butina, kroatischer Fußballspieler
- 31. März: Carsten Gossmann, deutscher Eishockeytorwart († 2024)

### April
- 01. April: René Andrle, tschechischer Radrennfahrer
- 01. April: Wladimir Bestschastnych, russischer Fußballspieler
- 01. April: Paolo Bettini, italienischer Radrennfahrer
- 01. April: Sandra Völker, deutsche Schwimmerin
- 03. April: Klavs Bruun Jørgensen, dänischer Handballspieler und -trainer
- 03. April: Dmitri Tschelowenko, russischer Skispringer
- 04. April: Ante Milicic, australischer Fußballspieler
- 04. April: Dave Mirra, US-amerikanischer BMX-Sportler und Automobilrennfahrer († 2016)
- 04. April: Daniel Stendel, deutscher Fußballspieler
- 05. April: Oleg Chodkow, russischer Handballspieler
- 06. April: Robert Kovač, kroatischer Fußballspieler
- 06. April: Joseph Merszei, macauischer Automobilrennfahrer
- 07. April: Ronny Ostwald, deutscher Leichtathlet
- 08. April: Sergei Klimowitsch, russischer Eishockeyspieler
- 09. April: David Casteu, französischer Endurorennfahrer
- 09. April: Kostjantyn Rurak, ukrainischer Sprinter
- 10. April: Martin Albertsen, dänischer Handballtrainer
- 10. April: Andreas Andersson, schwedischer Fußballspieler
- 11. April: Mario Cantaluppi, Schweizer Fußballspieler
- 11. April: Thomas Häberli, Schweizer Fußballspieler

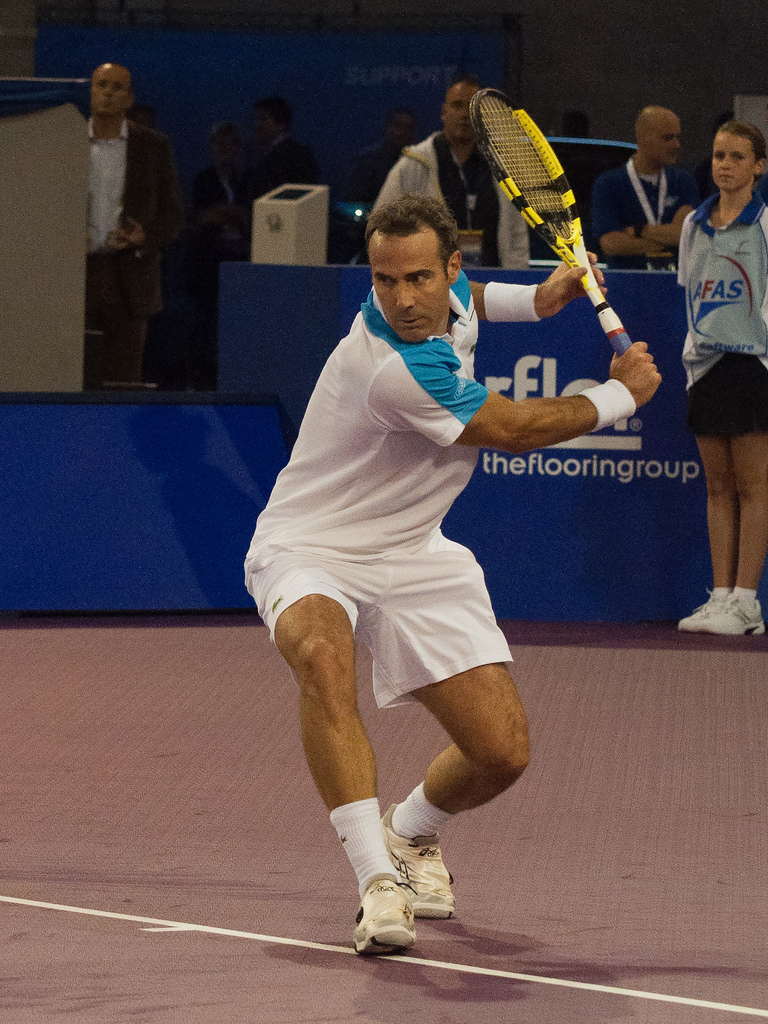
Àlex Corretja

- 11. April: Àlex Corretja, spanischer Tennisspieler
- 12. April: Silvio Mendes Campos Júnior, bekannt als Sylvinho, brasilianischer Fußballspieler
- 13. April: Sergei Abdukarow, kasachischer Biathlet
- 13. April: Sergei Gontschar, russischer Eishockeyspieler
- 13. April: Martin Höllwarth, österreichischer Skispringer
- 13. April: Konstantin Sakajew, russischer Schachmeister
- 13. April: David Zdrilic, australischer Fußballspieler
- 14. April: Oxana Dorodnowa, russische Ruderin
- 15. April: Oleg Kuleschow, russischer Handballspieler und -trainer
- 16. April: Zali Steggall, australische Skiläuferin
- 17. April: Jekaterina Kowalewskaja, russische Schachspielerin
- 19. April: Alberico Di Cecco, italienischer Leichtathlet
- 19. April: Marcus Ehning, deutscher Springreiter
- 19. April: David Szlezak, österreichischer Handballspieler
- 20. April: Karl Muggeridge, australischer Motorradrennfahrer
- 21. April: Diana Gustilina, russische Basketballspielerin
- 22. April: Teddy Nordling, finnischer Handballspieler
- 24. April: Tomáš Polák, tschechischer Schachspieler
- 26. April: Tobias Mattsson, schwedischer Fußballschiedsrichter und Schiedsrichterassistent
- 27. April: Edgardo Adinolfi, uruguayischer Fußballspieler
- 27. April: Richard Johnson, australischer Fußballspieler
- 27. April: Henning Wiechers, deutscher Handballtorwart
- 28. April: Emile Magellan Abraham, Radrennfahrer aus Trinidad und Tobago
- 28. April: Dominic Matteo, schottischer Fußballspieler
- 28. April: Emanuele Negrini, italienischer Radrennfahrer
- 29. April: Pascal Cygan, französischer Fußballspieler

### Mai
- 01. Mai: Marc Seliger, deutscher Eishockeytorhüter
- 03. Mai: Jukka Hentunen, finnischer Eishockeyspieler
- 05. Mai: Seiji Ara, japanischer Automobilrennfahrer
- 07. Mai: Ben Bostrom, US-amerikanischer Motorradrennfahrer

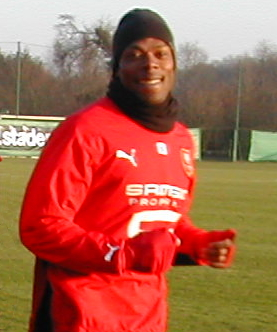
Sylvain Wiltord

- 10. Mai: Sylvain Wiltord, französischer Fußballspieler
- 11. Mai: Simon Aspelin, schwedischer Tennisspieler
- 12. Mai: Paweł Niedźwiecki, polnischer Radrennfahrer
- 20. Mai: Marko Tratar, slowenischer Schachspieler
- 21. Mai: Claudia Müller, deutsche Fußballspielerin
- 22. Mai: Andrei Nasarow, russischer Eishockeyspieler und -trainer
- 22. Mai: Stefan Strauch, deutscher Handballspieler
- 25. Mai: Oka Nikolov, mazedonischer Fußballspieler
- 25. Mai: Christian Riganò, italienischer Fußballspieler und -trainer
- 26. Mai: Sílvio Antônio, brasilianischer Fußballspieler
- 26. Mai: Oleg Saitow, russischer Boxer und Olympiasieger

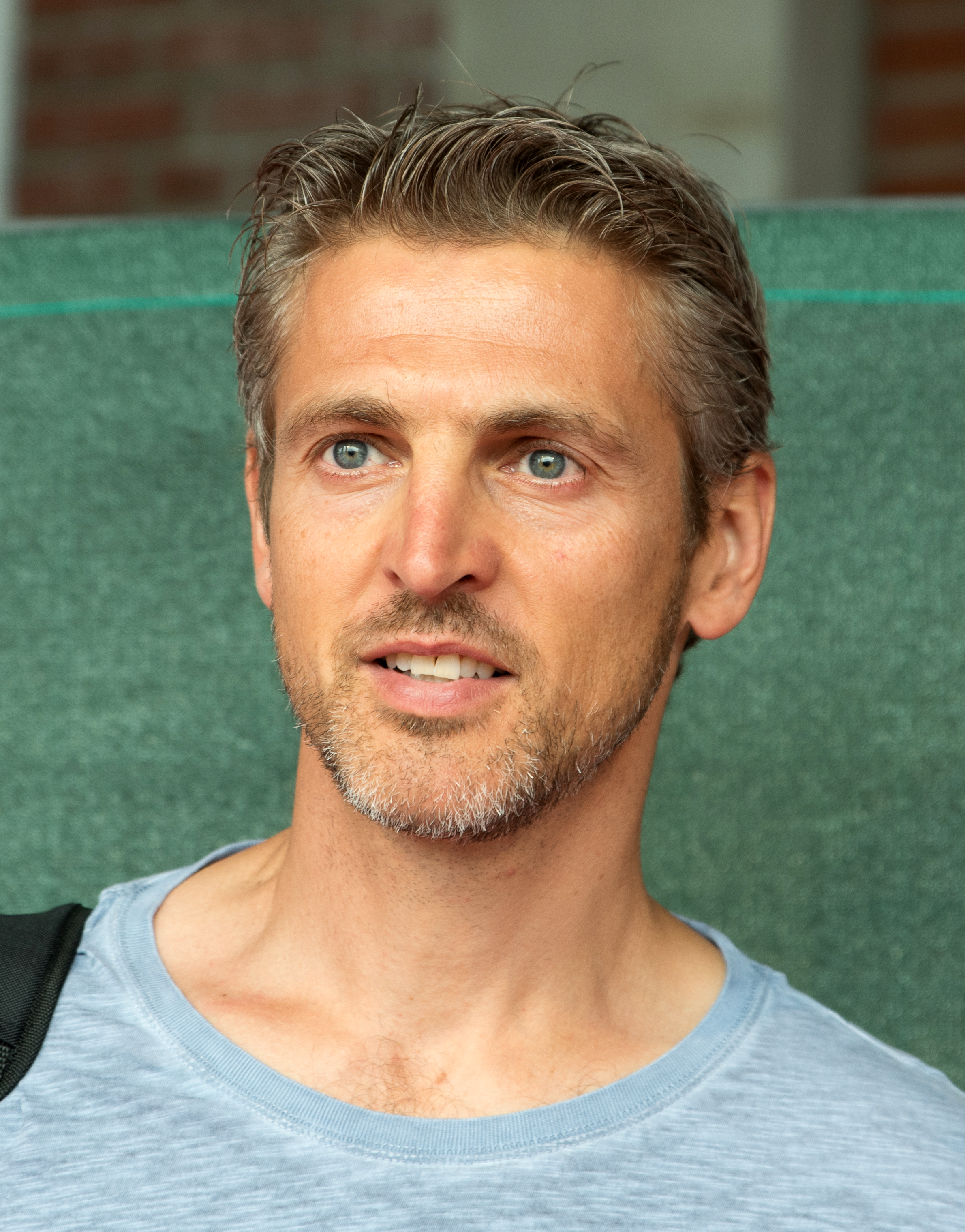
Hans Jörg Butt

- 28. Mai: Hans Jörg Butt, deutscher Fußballspieler
- 29. Mai: Wladislaw Otmachow, russischer Eishockeyspieler
- 30. Mai: Marco Jakobs, deutscher Leichtathlet und Bobfahrer (Olympiasieger)
- 30. Mai: Nikolai Spinjow, russischer Ruderer und Olympiasieger
- 30. Mai: Peter Wrolich, österreichischer Radrennfahrer

### Juni
- 01. Juni: Michael Rasmussen, dänischer Radrennfahrer
- 02. Juni: Gata Kamsky, US-amerikanischer Schachgroßmeister russisch-tatarischer Herkunft
- 02. Juni: Sergei Pogorelow, russischer Handballspieler († 2019)
- 02. Juni: Henning Siemens, deutscher Handballspieler
- 03. Juni: Serhij Rebrow, ukrainischer Fußballspieler
- 04. Juni: Alexander Mierzwa, deutscher Handballspieler
- 05. Juni: Jelena Miroschina, russische Wasserspringerin († 1995)
- 06. Juni: Barbara Niedernhuber, deutsche Rodlerin
- 07. Juni: Mahesh Bhupathi, indischer Tennisspieler

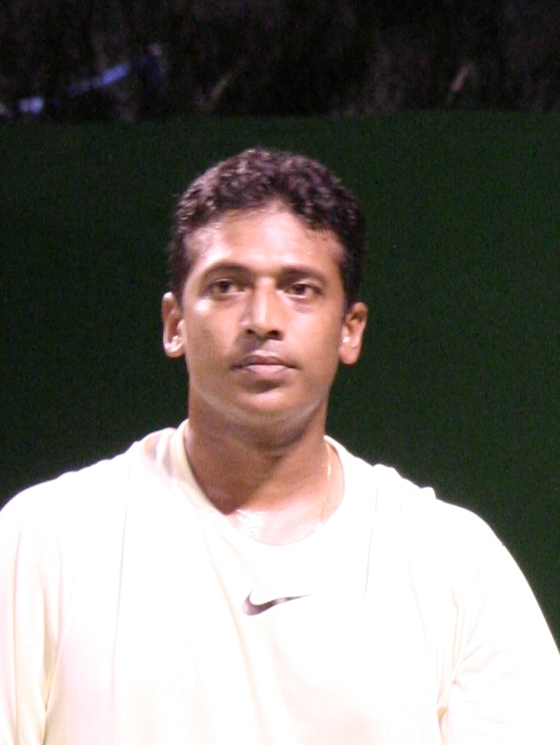
Mahesh Bhupathi

- 08. Juni: Anfilogino Guarisi, brasilianisch-italienischer Fußballspieler
- 09. Juni: Alexander Aeschbach, Schweizer Radrennfahrer
- 10. Juni: Mohamed Emara, ägyptischer Fußballspieler
- 12. Juni: Markus Anfang, deutscher Fußballspieler
- 12. Juni: David Dar-Ziv, Schweizer Basketballspieler
- 12. Juni: Christine Francke, deutsche Fußballspielerin
- 13. Juni: Waleri Bure, russischer Eishockeyspieler
- 15. Juni: Andrejs Vlascenko, deutscher Eiskunstläufer und Trainer
- 17. Juni: Marina Chalturina, kasachische Eiskunstläuferin
- 18. Juni: Vincenzo Montella, italienischer Fußballspieler
- 18. Juni: Sergei Scharikow, russischer Säbelfechter, zweifacher Olympiasieger und dreifacher Weltmeister († 2015)
- 19. Juni: Marina Jakuschewa, russische Badmintonspielerin
- 20. Juni: Christian Hagemann, belgischer Handballspieler
- 20. Juni: Lorenzo Squizzi, italienischer Fußballspieler
- 21. Juni: Tina Schüßler, deutsche Boxerin, Kickboxerin und Bodybuilderin
- 22. Juni: Ruslan Adschindschal, russisch-abchasischer Fußballspieler
- 22. Juni: Bobby Aloysius, indische Leichtathletin
- 25. Juni: Julia Worobjowa, russische Eiskunstläuferin
- 26. Juni: Dieter Kalt, österreichischer Eishockeyspieler
- 30. Juni: Hezekiél Sepeng, südafrikanischer Mittelstreckenläufer

### Juli

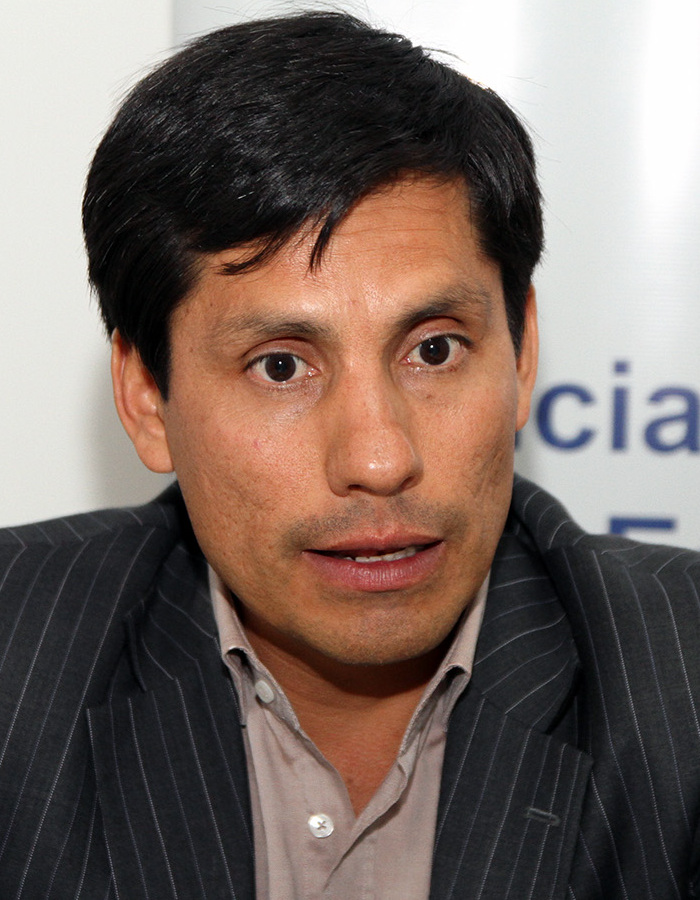
Jefferson Pérez

- 01. Juli: Jefferson Pérez, ecuadorianischer Leichtathlet und Olympiasieger
- 01. Juli: Maxim Suschinski, russischer Eishockeyspieler
- 03. Juli: Robert Boateng, ghanaischer Fußballspieler
- 04. Juli: Jakob Larsen, grönländischer Handballspieler und -trainer
- 04. Juli: Denis Pankratow, russischer Schwimmer und Olympiasieger von 1996
- 05. Juli: Márcio Amoroso, brasilianischer Fußballspieler
- 05. Juli: Roberto Locatelli, italienischer Motorradrennfahrer
- 06. Juli: Diego Klimowicz, argentinischer Fußballspieler
- 06. Juli: Zé Roberto, brasilianischer Fußballspieler
- 07. Juli: Sharon Laws, britische Radrennfahrerin († 2017)
- 07. Juli: Liv Grete Skjelbreid, norwegische Biathletin
- 08. Juli: Elvir Baljić, bosnischer Fußballspieler
- 08. Juli: Thierry van den Bosch, französischer Motorradrennfahrer
- 08. Juli: Marco Fortin, italienischer Fußballtorhüter
- 08. Juli: Andrej Mesin, weißrussisch-russischer Eishockeytorwart
- 10. Juli: Daniele Adani, italienischer Fußballspieler
- 10. Juli: Andrea Nuyt, niederländische Eisschnellläuferin
- 11. Juli: Robert Arnesen, norwegischer Bandyspieler
- 11. Juli: Michael Hartmann, deutscher Fußballspieler
- 13. Juli: Oriol Servià, spanischer Automobilrennfahrer
- 13. Juli: Jarno Trulli, italienischer Automobilrennfahrer
- 14. Juli: Siniša Skelin, kroatischer Ruderer
- 16. Juli: Jens Scharping, deutscher Fußballspieler
- 17. Juli: Claudio López, argentinischer Fußballspieler
- 18. Juli: Derek Anderson, US-amerikanischer Basketballspieler
- 18. Juli: Andrej Pohar, slowenischer Badmintonspieler
- 19. Juli: Ole Martin Årst, norwegischer Fußballspieler
- 19. Juli: Francisco Copado, spanisch-deutscher Fußballspieler
- 21. Juli: Massimiliano Iezza, italienischer Skisportler
- 21. Juli: Rajko Tavčar, slowenischer Fußballspieler
- 22. Juli: Magomed Ibragimow, aserbaidschanischer Ringer
- 22. Juli: Paulo Roberto Jamelli Júnior, brasilianischer Fußballspieler und -trainer
- 23. Juli: Maurice Greene, US-amerikanischer Leichtathlet
- 23. Juli: Martin Amerhauser, österreichischer Fußballspieler
- 23. Juli: Frode Hagen, norwegischer Handballspieler
- 23. Juli: Rik Verbrugghe, belgischer Radsportler
- 24. Juli: Pedro Arreitunandia, spanischer Radrennfahrer
- 25. Juli: Gareth Thomas, britischer Rugbyspieler
- 26. Juli: Rolf Schlindwein, deutscher Schachspieler
- 27. Juli: Alfons Sánchez, andorranischer Fußballspieler
- 29. Juli: Maja Sommerlund, dänische Handballspielerin

### August
- 03. August: José Gálvez Estévez, spanischer Fußballspieler und -trainer
- 04. August: Kily González, argentinischer Fußballspieler
- 05. August: Christian Vann, britischer Automobilrennfahrer
- 08. August: Jan Herzog, deutscher Ruderer
- 08. August: David Juříček, tschechischer Handballspieler
- 09. August: Raphaël Poirée, französischer Biathlet
- 10. August: Alexander Subkow, russischer Bobpilot und Olympiasieger
- 13. August: Andreas Larsson, schwedischer Handballspieler
- 14. August: Christopher Koskei, kenianischer Hindernis- und Langstreckenläufer
- 15. August: Patrick Singleton, bermudischer Skeletonfahrer und Rennrodler
- 16. August: Iván Hurtado, ecuadorianischer Fußballspieler
- 16. August: Didier Cuche, Schweizer Skirennläufer
- 16. August: Krisztina Egerszegi, ungarische Schwimmerin
- 16. August: Elton Julian, US-amerikanischer Automobilrennfahrer und Rennstallbesitzer
- 16. August: Michael Winter, kanadischer Vielseitigkeitsreiter
- 17. August: Niclas Jensen, dänischer Fußballspieler
- 17. August: Daniel Schröteler, deutscher Jazzschlagzeuger

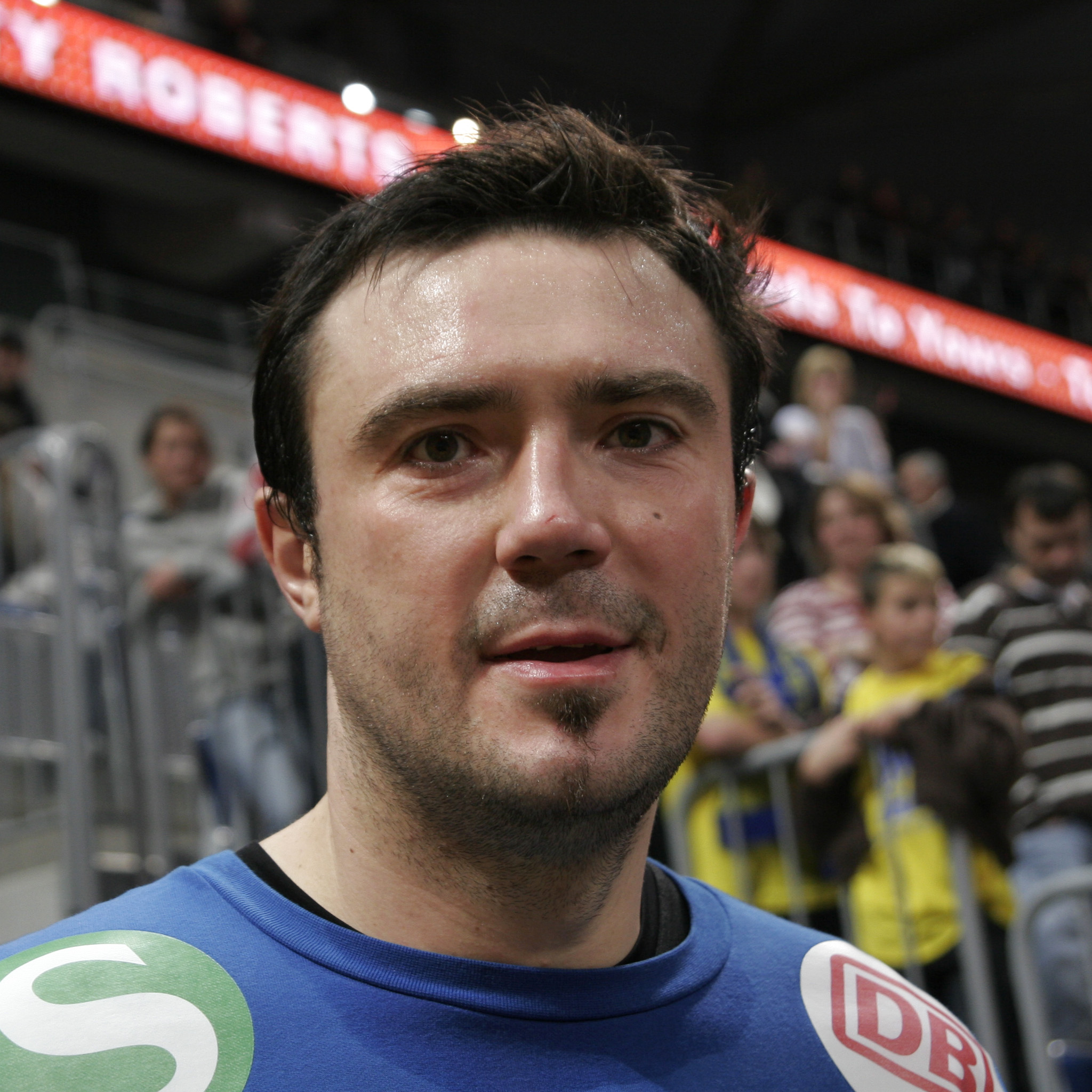
Andrej Klimovets

- 18. August: Andrej Klimovets, deutsch-weißrussischer Handballspieler
- 21. August: Christophe Ségura, französischer Snowboarder
- 25. August: Mark Geiger, US-amerikanischer Fußballschiedsrichter
- 25. August: Tatjana Logwin, österreichische Handballspielerin und -trainerin
- 28. August: Carsten Jancker, deutscher Fußballspieler
- 29. August: Nicola Amoruso, italienischer Fußballspieler
- 30. August: Dennis Weiland, deutscher Fußballspieler
- 31. August: Cəmil Ağamalıyev, aserbaidschanischer Schachspieler und -trainer
- 31. August: Raimund Hedl, österreichischer Fußballspieler
- 31. August: Andrij Medwedjew, ukrainischer Tennisspieler
- 31. August: Andrejus Zadneprovskis, litauischer Pentathlet

### September
- 03. September: Didier André, französischer Automobilrennfahrer
- 03. September: Attila Árvai, ungarischer Radrennfahrer
- 03. September: Martin Gerber, Schweizer Eishockey-Torhüter
- 06. September: Tim Henman, britischer Tennisspieler
- 07. September: Mario Frick, Fußballspieler aus Liechtenstein
- 08. September: Needy Guims, französischer Leichtathlet
- 08. September: Alexei Petrow, russischer Gewichtheber und Olympiasieger von 1996
- 10. September: Markus Bähr, deutscher Fußballspieler
- 10. September: Stefano Perugini, italienischer Motorradrennfahrer
- 10. September: Waleri Popow, russischer Schachspieler und -trainer
- 12. September: Emebet Abossa, äthiopische Marathonläuferin
- 12. September: Nuno Valente, portugiesischer Fußballspieler
- 13. September: Patrick Delsemme, belgischer Snookerspieler († 2022)
- 14. September: Hicham El Guerrouj, marokkanischer Leichtathlet
- 14. September: Sunday Oliseh, nigerianischer Fußballspieler
- 15. September: Murat Yakin, Schweizer Fußballspieler türkischer Herkunft
- 16. September: Robel Teklemariam, ähtiopischer Skilangläufer
- 17. September: Rasheed Wallace, US-amerikanischer Basketballspieler
- 19. September: Janosch Dziwior, deutscher Fußballspieler
- 20. September: Karina Asnawurjan, russische Degenfechterin und zweifache Olympiasiegerin
- 20. September: Adriano Gerlin da Silva, brasilianischer Fußballspieler
- 21. September: Katharine Merry, britische Leichtathletin und Olympionikin
- 21. September: Henning Fritz, deutscher Handballspieler Henning Fritz

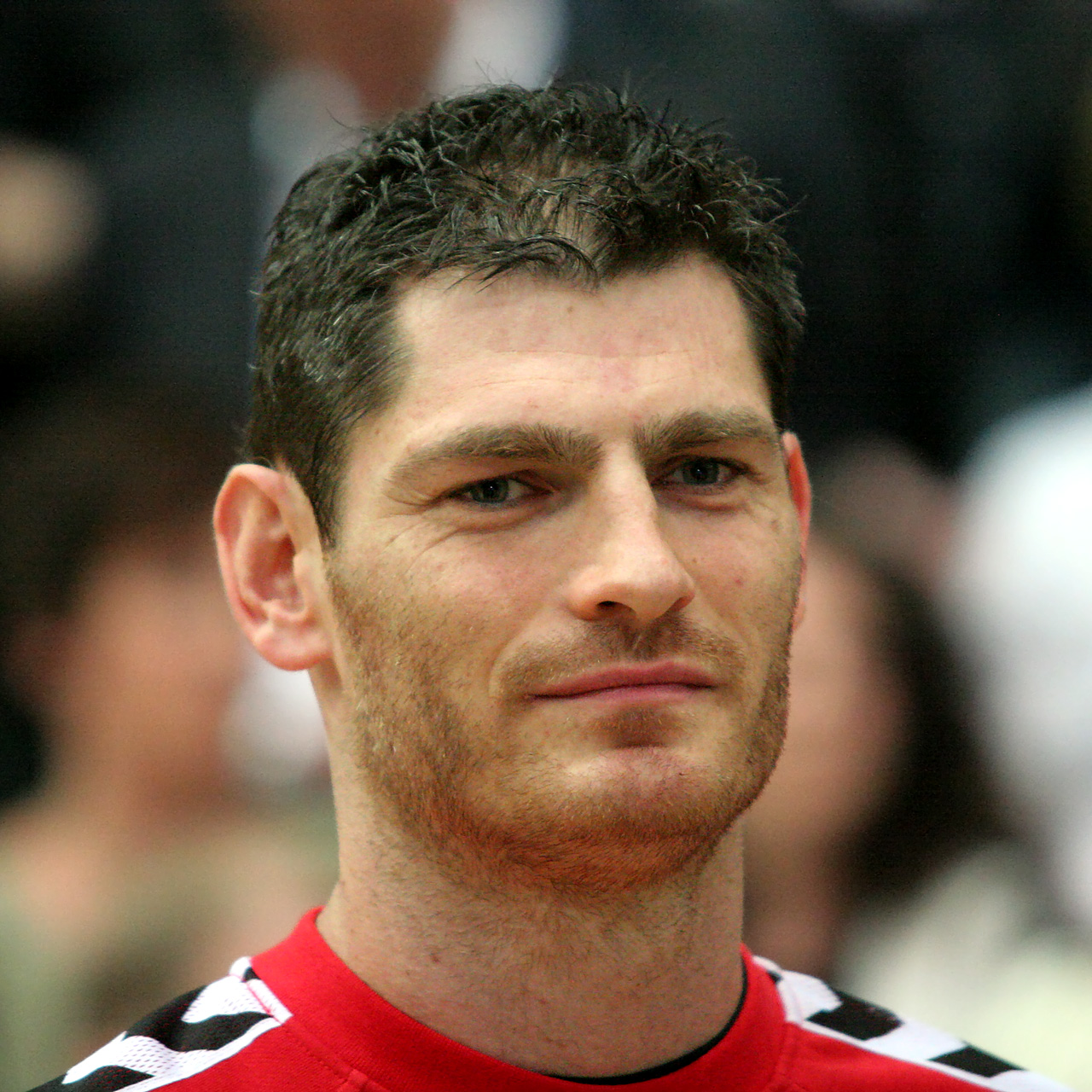
Henning Fritz

- 21. September: Daniel Bogusz, polnischer Fußballspieler
- 22. September: Daniel Atienza, spanischer Radrennfahrer
- 22. September: Thomas Hengen, deutscher Fußballspieler
- 23. September: Claudio Elías, uruguayischer Fußballspieler
- 23. September: Matt Hardy, US-amerikanischer Wrestler
- 23. September: Félix Mantilla, spanischer Tennisspieler
- 23. September: Jan-Pieter Martens, belgischer Fußballspieler und Fußballfunktionär
- 25. September: Arnim Kahofer, österreichischer Karambolagespieler und Europameister
- 25. September: Jonathon Millar, kanadischer Springreiter
- 25. September: Alexei Proschin, russischer Eisschnellläufer
- 26. September: Emerson Newton-John, US-amerikanischer Automobilrennfahrer
- 28. September: Muhammad al-Dschahani, saudi-arabischer Fußballspieler
- 28. September: Marija Kisseljowa, russische Synchronschwimmerin
- 30. September: Liisa Anttila, finnische Orientierungsläuferin und Skilangläuferin

### Oktober
- 01. Oktober: Martin Ančička, deutsch-tschechischer Eishockeyspieler
- 01. Oktober: Alexander Awerbuch, israelischer Leichtathlet russischer Herkunft
- 02. Oktober: René Sommerfeldt, deutscher Skilangläufer
- 04. Oktober: Tom Askey, US-amerikanischer Eishockeytorwart
- 05. Oktober: Robert Mateja, polnischer Skispringer und Skisprungtrainer
- 05. Oktober: Jeff Strasser, luxemburgischer Fußballspieler
- 07. Oktober: Ruslan Nigmatullin, russischer Fußballtorwart tatarischer Herkunft
- 08. Oktober: Kevyn Adams, US-amerikanischer Eishockeyspieler
- 08. Oktober: Didier Angibeaud, kamerunischer Fußballspieler
- 08. Oktober: Kōji Murofushi, japanischer Hammerwerfer und Olympiasieger
- 09. Oktober: Antonio Arias, chilenischer Fußballspieler
- 09. Oktober: Nicole Brandebusemeyer, deutsche Fußballspielerin
- 09. Oktober: Mauro Gerosa, italienischer Radrennfahrer
- 10. Oktober: Ade Akinbiyi, nigerianischer Fußballspieler
- 10. Oktober: Jelena Antonowa, russische Synchronschwimmerin
- 10. Oktober: Julio Cruz, argentinischer Fußballspieler
- 10. Oktober: Chris Pronger, kanadischer Eishockeyspieler
- 11. Oktober: Jason Arnott, kanadischer Eishockeyspieler
- 11. Oktober: Dmitrijus Bernatavičius, litauischer Eishockeyspieler
- 12. Oktober: Lucas Arnold Ker, argentinischer Tennisspieler
- 13. Oktober: Fabio Fabiani, italienischer Automobilrennfahrer

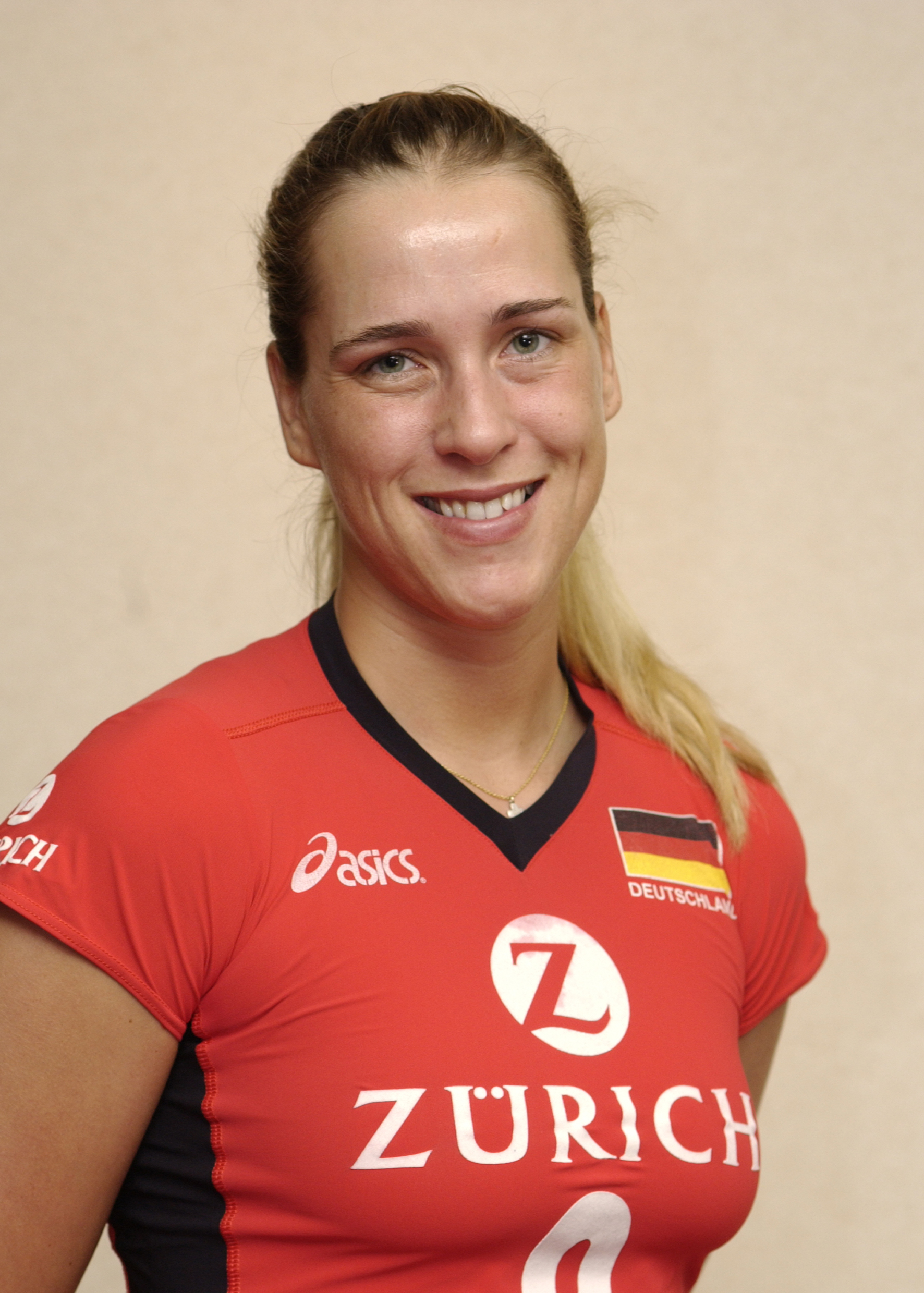
Christina Benecke

- 14. Oktober: Christina Benecke, deutsche Volleyballspielerin
- 16. Oktober: Paul Kariya, kanadischer Eishockeyspieler
- 17. Oktober: Savatheda Fynes, bahamaische Sprinterin und Olympiasiegerin
- 18. Oktober: Michael Aničić, deutsch-serbischer Fußballspieler und -trainer
- 19. Oktober: Serginho, brasilianischer Fußballspieler († 2004)
- 22. Oktober: Timo Uster, deutsch-gambischer Fußballspieler
- 23. Oktober: María Abel, spanische Langstreckenläuferin
- 24. Oktober: César Aparecido Rodrigues, brasilianischer Fußballspieler
- 24. Oktober: Corey Dillon, US-amerikanischer American-Football-Spieler
- 27. Oktober: Torben Hoffmann, deutscher Fußballspieler
- 29. Oktober: Ronald Bahr, deutscher Handballspieler
- 31. Oktober: Ingrida Radzevičiūtė, deutsche Handballspielerin

### November
- 01. November: Emma George, australische Stabhochspringerin
- 01. November: Bert Scheirlinckx, belgischer Straßenradrennfahrer
- 03. November: Tariq Abdul-Wahad, französischer Basketballspieler
- 03. November: Benedict Akwuegbu, nigerianischer Fußballspieler
- 05. November: Jane Saville, australische Leichtathletin, Olympionikin
- 05. November: Dado Pršo, kroatischer Fußballspieler
- 05. November: Jerry Stackhouse, US-amerikanischer Basketballspieler
- 06. November: Frank Vandenbroucke, belgischer Radrennfahrer († 2009)

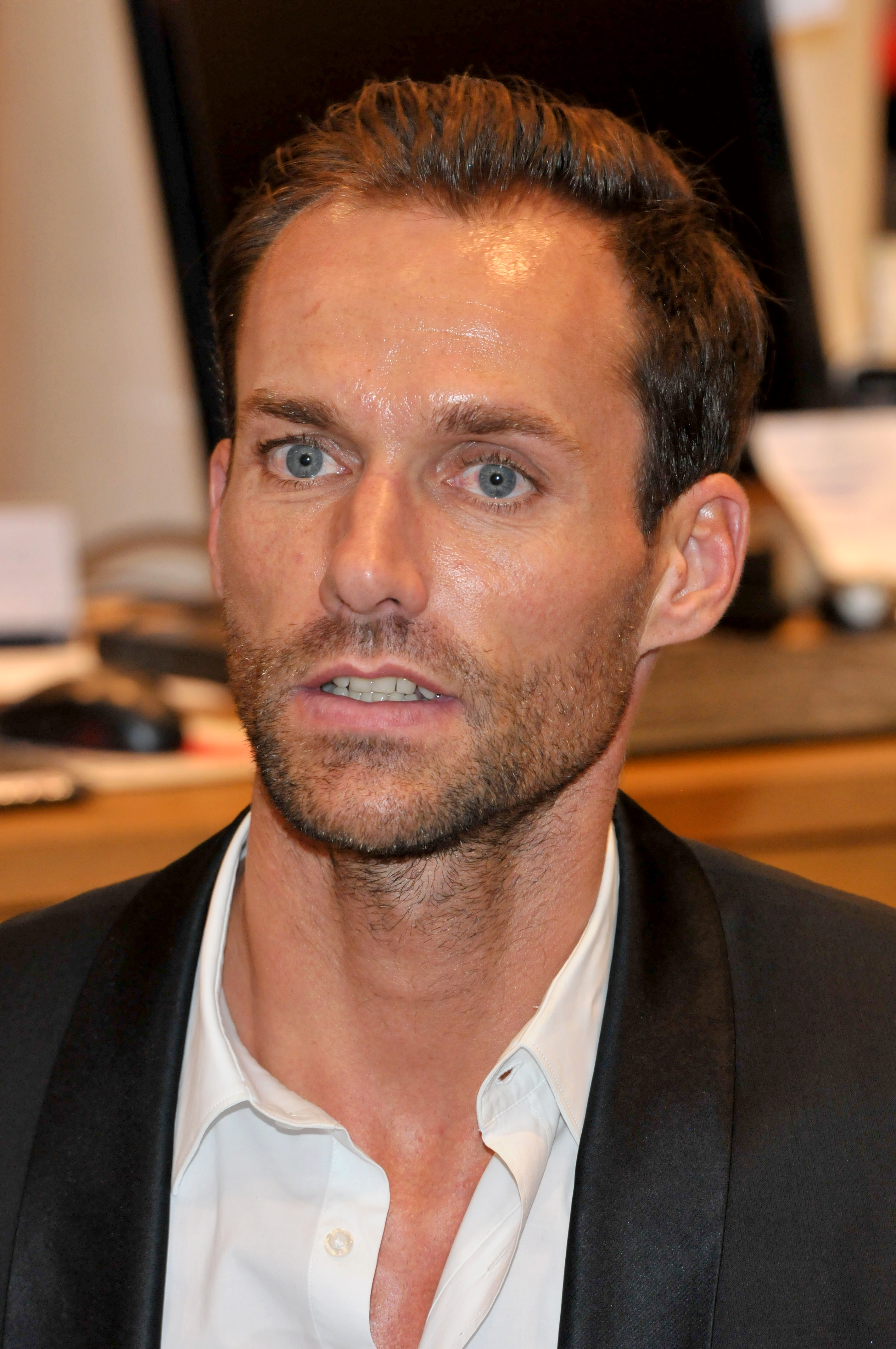
Sven Hannawald

- 09. November: Sven Hannawald, deutscher Skispringer
- 09. November: Alessandro Del Piero, italienischer Fußballspieler
- 12. November: Alessandro Birindelli, italienischer Fußballspieler
- 13. November: Christian Giménez, argentinischer Fußballspieler
- 14. November: Karsten Wöhler, deutscher Handballspieler und -funktionär
- 15. November: Oleksij Ajdarow, ukrainischer Biathlet
- 15. November: Roland Schmaltz, deutscher Schachspieler
- 16. November: Rob Barff, britischer Automobilrennfahrer
- 17. November: Eunice Barber, französische Leichtathletin
- 18. November: Petter Solberg, norwegischer Rallyefahrer
- 19. November: Juli Fernández, andorranischer Fußballspieler
- 20. November: Marina Andrievskaia, russische, später schwedische Badmintonspielerin
- 20. November: Daniela Anschütz-Thoms, deutsche Eisschnellläuferin
- 20. November: Claudio Husaín, argentinischer Fußballspieler
- 21. November: Gabi Müller, Schweizer Kanutin
- 22. November: Meike Babel, deutsche Tennisspielerin
- 22. November: Finian Maynard, irischer Windsurfer
- 23. November: Saku Koivu, finnischer Eishockeyspieler
- 26. November: Roman Šebrle, tschechischer Leichtathlet
- 29. November: Olga Nowokschtschenowa, russische Synchronschwimmerin
- 29. November: Susanne Petersen, deutsche Handballspielerin
- 29. November: Melanie Hoffmann, deutsche Fußballspielerin
- 30. November: Arnaud Vincent, französischer Motorradrennfahrer

### Dezember
- 01. Dezember: Costinha, portugiesischer Fußballspieler
- 02. Dezember: Martyn Ashton, britischer Trialbike-Fahrer
- 02. Dezember: Dario Cioni, italienischer Radsportler
- 03. Dezember: Albena Denkowa, bulgarische Eiskunstläuferin
- 03. Dezember: Marco Felder, liechtensteinischer Rennrodler
- 04. Dezember: Txema García, andorranischer Fußballspieler
- 04. Dezember: Manuela Henkel, deutsche Skilangläuferin
- 04. Dezember: Anke Huber, deutsche Tennisspielerin
- 06. Dezember: Gustaf Andersson, schwedischer Fußballspieler
- 06. Dezember: Stéphane Augé, französischer Radrennfahrer
- 07. Dezember: Gerardo García León, spanischer Fußballspieler
- 08. Dezember: Marco Abreu, angolanischer Fußballspieler
- 08. Dezember: Irina Nikultschina, bulgarische Biathletin
- 09. Dezember: David Akers, US-amerikanischer American-Football-Spieler
- 10. Dezember: Tadahiro Nomura, japanische Judoka, Olympiasiegerin
- 11. Dezember: Rey Mysterio, US-amerikanischer Wrestler
- 11. Dezember: Julien Robert, französischer Biathlet
- 11. Dezember: Gete Wami, äthiopische Leichtathletin und Olympionikin
- 11. Dezember: Wang Pin, chinesische Schachspielerin
- 12. Dezember: Tomas Behrend, brasilianisch-deutscher Tennisspieler
- 12. Dezember: Bernard Lagat, kenianischer Leichtathlet und Olympiateilnehmer
- 13. Dezember: Mika Ahola, finnischer Endurosportler († 2012)
- 13. Dezember: Gerit Winnen, deutscher Handballspieler
- 14. Dezember: Dragan Žilić, serbischer Fußballtorhüter
- 16. Dezember: Salim Aribi, algerischer Fußballspieler
- 17. Dezember: Christian Ahlmann, deutscher Springreiter
- 20. Dezember: Carlos Da Cruz, französischer Radrennfahrer
- 20. Dezember: Pietro Piller Cottrer, italienischer Skilangläufer
- 22. Dezember: Christian Hoffmann, österreichischer Skilangläufer
- 22. Dezember: Dagmar Mair unter der Eggen, italienische Snowboarderin
- 23. Dezember: Agustín Delgado, ecuadorianischer Fußballspieler
- 23. Dezember: Atsushi Nagai, japanischer Fußballspieler
- 24. Dezember: César García Calvo, spanischer Radrennfahrer
- 24. Dezember: Marcelo Salas, chilenischer Fußballspieler
- 29. Dezember: Andrine Flemmen, norwegische Skirennläuferin
- 29. Dezember: Enrico Kulovits, österreichischer Fußballspieler
- 30. Dezember: Alex Alves, brasilianischer Fußballspieler († 2012)
- 31. Dezember: Mario Aerts, belgischer Radrennfahrer
- 31. Dezember: Gerben Bruijstens, niederländischer Badmintonspieler
- 31. Dezember: Tony Kanaan, brasilianischer Automobilrennfahrer

### Datum unbekannt
- Andreas Oettel, deutscher Basketballfunktionär

## Gestorben

### Januar
- 02. Januar: Fernand de Montigny, belgischer Fechter und Hockeyspieler (* 1885)
- 04. Januar: Ellef Mohn, norwegischer Fußballspieler (* 1894)
- 12. Januar: Ray Hicks, britischer Radrennfahrer (* 1917)
- 12. Januar: Chris Mackintosh, britischer Sportler (* 1903)
- 13. Januar: Charles Finn, US-amerikanischer Wasserballspieler (* 1897)
- 23. Januar: Hjalmart Andersen, dänischer Turner (* 1889)
- 23. Januar: Helmuth Kahl, deutscher Moderner Fünfkämpfer (* 1901)
- 24. Januar: Antonio Roldán, mexikanischer Boxer und Olympiasieger im Federgewicht von 1968 (* 1946)
- 27. Januar: Giuseppe Moro, italienischer Fußballspieler (* 1921)
- 30. Januar: Nils Molander, schwedischer Eishockeyspieler und Eisschnellläufer (* 1889)
- 31. Januar: Jimmy Hogan, englischer Fußballspieler und -trainer (* 1882)
- 31. Januar: Glenn Morris, US-amerikanischer Leichtathlet (* 1912)
- 31. Januar: Eemeli Väre, finnischer Ringer (* 1885)

### Februar
- 01. Februar: Ewart Horsfall, britischer Ruderer (* 1892)
- 04. Februar: Max zu Schaumburg-Lippe, deutsch-österreichischer Automobilrennfahrer (* 1898)
- 07. Februar: Sigurd Johannessen, norwegischer Turner (* 1884)
- 09. Februar: Arnošt Kreuz, tschechoslowakischer Fußballspieler (* 1912)
- 10. Februar: Silas McLellan, kanadischer Leichtathlet (* 1897)
- 14. Februar: John Newman, britischer Leichtathlet (* 1916)
- 14. Februar: Halfdan Schjøtt, norwegischer Segler († 1893)
- 15. Februar: Frederick McCarthy, kanadischer Radsportler (* 1881)
- 16. Februar: Ernst Gerspach, Schweizer Zehnkämpfer (* 1897)
- 16. Februar: Lew Wyld, britischer Radrennfahrer (* 1905)
- 18. Februar: Bernard Voorhoof, belgischer Fußballspieler (* 1910)
- 19. Februar: Hermine Stindt, deutsche Schwimmerin (* 1888)
- 23. Februar: Aarne Reini, finnischer Ringer (* 1906)
- 26. Februar: Margaret Gomm, britische Schwimmerin (* 1921)
- 28. Februar: Gunnar Asther, schwedischer Segler (* 1892)

### März
- 01. März: Agnes Geraghty, US-amerikanische Schwimmerin (* 1907)
- 02. März: Pius Hollenstein, österreichischer Turner (* 1907)
- 04. März: Niels Erik Nielsen, dänischer Turner (* 1893)
- 05. März: William Kinnear, britischer Ruderer (* 1880)
- 06. März: Victor Hansen, dänischer Tennisspieler (* 1889)
- 07. März: Eduard Kainberger, österreichischer Torhüter (* 1911)
- 12. März: Nikolai Koroljow, sowjetischer Boxer (* 1917)
- 13. März: Frans de Vreng, niederländischer Radrennfahrer (* 1898)
- 20. März: George Bretnall, US-amerikanischer Leichtathlet (* 1895)
- 24. März: Frederic Conant, US-amerikanischer Segler (* 1892)
- 25. März: Georges Rigal, französischer Schwimmer und Wasserballspieler (* 1890)
- 30. März: Karl Hohmann, deutscher Fußballspieler (* 1908)
- 30. März: Karel Struijs, niederländischer Wasserballspieler (* 1892)
- 31. März: Victor Boin, belgischer Fechter, Wasserballspieler, Sportfunktionär und -journalist (* 1886)

### April
- 01. April: Maurice Raizman, französischer Schachspieler (* 1905)
- 02. April: Robert Livingston, US-amerikanischer Eishockeyspieler (* 1908)
- 02. April: Josef Lokvenc, österreichischer Schachspieler (* 1899)
- 05. April: Bino Bini, italienischer Säbelfechter (* 1900)
- 05. April: Maurice Gillen, luxemburgischer Radsportler (* 1895)
- 08. April: Ferruccio Novo, italienischer Fußballtrainer und -funktionär (* 1897)
- 09. April: Herbert Brück, österreichischer Eishockey-, Bandy- und Feldhockeyspieler (* 1900)
- 09. April: Vera Thulin, schwedische Schwimmerin (* 1893)
- 11. April: Rasmus Rasmussen, dänischer Turner (* 1899)
- 19. April: Ali Neffati, tunesischer Radrennfahrer (* 1895)
- 20. April: Adolf Freiburghaus, Schweizer Skilangläufer (* 1910)
- 22. April: Hennie Quentemeijer, niederländischer Boxer (* 1920)
- 23. April: Dennis Horn, britischer Radrennfahrer (* 1909)
- 23. April: Jenő Uhlyárik, ungarischer Säbelfechter (* 1893)
- 25. April: Guus Lutjens, niederländischer Fußballspieler (* 1884)
- 26. April: Guy Oliver Nickalls, britischer Ruderer (* 1899)
- 29. April: Sven Thorell, schwedischer Segler, Kanute und Sportfunktionär (* 1888)
- 000April: Reto Badrutt, Schweizer Skispringer (* 1908)
- 000April: Henry Welsford, US-amerikanischer Ruderer (* 1900)

### Mai
- 06. Mai: Olle Andersson, schwedischer Tennisspieler (* 1895)
- 07. Mai: Fred Kelly, US-amerikanischer Hürdenläufer (* 1891)
- 08. Mai: Toshio Irie, japanischer Schwimmer (* 1911)
- 10. Mai: Orlando Amêndola, brasilianischer Schwimmer und Wasserballspieler (* 1899)
- 18. Mai: Carl Ebert, deutscher Hockeyspieler (* 1889)
- 24. Mai: Konrad Frey, deutscher Kunstturner (* 1909)
- 24. Mai: Max Ritter, deutsch-US-amerikanischer Schwimmer und Sportfunktionär (* 1886)
- 26. Mai: Steen Due, dänischer Hockeyspieler (* 1898)
- 26. Mai: Edouard Probst, Schweizer Automobilrennfahrer (* 1898)

### Juni
- 01. Juni: Jean Van Buggenhout, belgischer Radrennfahrer (* 1905)
- 10. Juni: Carlos Hofmeister, argentinischer Leichtathlet (* 1909)
- 14. Juni: Gabriel Thorstensen, norwegischer Turner (* 1888)
- 17. Juni: Albertus Casteleyns, belgischer Wasserballspieler und Bobfahrer (* 1917)
- 17. Juni: Eduard Theodor von Falz-Fein, liechtensteinischer Bobfahrer (* 1912)
- 18. Juni: George Parker, australischer Geher (* 1896)
- 18. Juni: Gustav Slanec, österreichischer Eisschnellläufer (* 1913)
- 22. Juni: Gaston Thubé, französischer Segler (* 1876)
- 23. Juni: Ferenc Gerő, ungarischer Leichtathlet (* 1900)
- 27. Juni: Anton Cargnelli, österreichischer Fußballspieler und -trainer (* 1889)
- 30. Juni: Cyril Mackworth-Praed, britischer Sportschütze (* 1891)
- 30. Juni: Roger Staub, Schweizer Skirennfahrer und Eishockeyspieler (* 1936)
- 000Juni: Richard Lawrence, US-amerikanischer Bobfahrer (* 1906)

### Juli
- 03. Juli: Rafael Garza Gutiérrez, mexikanischer Fußballspieler und -trainer (* 1896)
- 03. Juli: José Vidal, uruguayischer Fußballspieler (* 1896)
- 04. Juli: Gaston Mercier, französischer Ruderer (* 1932)
- 08. Juli: Louis Rigal, französischer Automobilrennfahrer (* 1887)
- 09. Juli: James Bausch, US-amerikanischer Leichtathlet (* 1906)
- 09. Juli: Karl Dorsey, US-amerikanischer Segler (* 1894)
- 13. Juli: Emil Kutterer, deutscher Fußballspieler (* 1897)
- 14. Juli: Jack Underhill, kanadischer Badmintonspieler (* 1902)
- 20. Juli: John Sturrock, britischer Ruderer (* 1915)
- 27. Juli: Carl Veidahl, norwegischer Sportschütze (* 1879)

### August
- 02. August: Helge Jacobsen, dänischer Radrennfahrer (* 1915)
- 02. August: Ralph St. Germain, kanadischer Eishockeyspieler und -trainer (* 1904)
- 04. August: Edwin Thacker, südafrikanischer Leichtathlet (* 1913)
- 07. August: Richard Corts, deutscher Leichtathlet (* 1905)
- 09. August: Haakon Sandtorp, norwegischer Radrennfahrer und Radsportfunktionär (* 1911)
- 11. August: Egon Engel, österreichischer Eishockeyspieler (* 1918)
- 12. August: Harry Larsen, dänischer Ruderer (* 1915)
- 13. August: Anselm Ahlfors, finnischer Ringer (* 1897)
- 14. August: Václav Bucháček, tschechoslowakischer Schwimmer (* 1901)
- 16. August: Reinhold Schmidt, deutscher Leichtathlet (* 1902)
- 22. August: Sverre Hansen, norwegischer Fußballspieler (* 1913)
- 23. August: Robert Guelpa, französischer Ruderer (* 1901)
- 25. August: Caberto Conelli, italienischer Automobilrennfahrer und Adliger (* 1889)

### September
- 02. September: Robert Minton, US-amerikanischer Bobfahrer (* 1904)
- 03. September: Sydney Battersby, britischer Schwimmer (* 1887)
- 05. September: Luigi Faure, italienischer Skispringer (* 1901)
- 07. September: Ray Watson, US-amerikanischer Leichtathlet (* 1898)
- 08. September: Per Holm, norwegischer Fußballspieler (* 1899)
- 15. September: Sofus Rose, dänischer Marathonläufer (* 1894)
- 16. September: Johan Faye, norwegischer Segler (* 1889)
- 19. September: Fritz Bondroit, deutscher Kanute (* 1912)
- 22. September: Kenneth Myers, US-amerikanischer Ruderer (* 1896)
- 24. September: János Grimm, ungarischer Radrennfahrer (* 1895)
- 25. September: Hartmann Bjørnsen, norwegischer Turner (* 1889)

### Oktober
- 09. Oktober: Guy Clarkson, britisch-kanadischer Eishockeyspieler und -trainer (* 1891)
- 11. Oktober: Friedrich Golling, österreichischer Fechter (* 1883)
- 11. Oktober: Ralph Tschudi, norwegischer Segler (* 1890)
- 14. Oktober: Fernando Bonatti, italienischer Turner (* 1894)
- 16. Oktober: Vlasta Děkanová, tschechoslowakische Geräteturnerin (* 1909)
- 20. Oktober: Vilho Pekkala, finnischer Ringer (* 1898)
- 23. Oktober: Raymond Bracken, US-amerikanischer Sportschütze (* 1891)
- 24. Oktober: Édouard Crut, französischer Fußballspieler (* 1901)
- 29. Oktober: Axel Cadier, schwedischer Ringer (* 1906)
- 29. Oktober: Patrik de Laval, schwedischer Sportschütze und Moderner Fünfkämpfer (* 1886)

### November
- 02. November: Kurt Leucht, deutscher Ringer (* 1903)
- 04. November: Zeffiro Furiassi, italienischer Fußballspieler und -trainer (* 1923)
- 07. November: Manuel Bravo, chilenischer Fußballspieler (* 1897)
- 07. November: Karl Schöchlin, Schweizer Ruderer (* 1894)
- 09. November: Thomas Dumbill, britischer Geher (* 1884)
- 14. November: Hans Laurids Sørensen, dänischer Turner (* 1901)
- 18. November: Gösta Lilliehöök, schwedischer Moderner Fünfkämpfer (* 1884)
- 18. November: Hans Moser, Schweizer Dressurreiter (* 1901)
- 19. November: Friedrich-Wilhelm Wichmann, deutscher Leichtathlet (* 1901)
- 23. November: Emy Machnow, schwedische Schwimmerin (* 1897)
- 26. November: Sven Malm, schwedischer Leichtathlet (* 1894)
- 26. November: Bohumil Rameš, böhmisch-tschechoslowakischer Radrennfahrer (* 1895)
- 28. November: Sayed Nosseir, ägyptischer Gewichtheber, Trainer und Sportfunktionär (* 1905)
- 29. November: Dušan Marković, jugoslawischer Fußballspieler (* 1906)
- 29. November: Tauno Suvanto, finnischer Leichtathlet (* 1924)
- 30. November: Benkt Norelius, schwedischer Turner (* 1886)

### Dezember
- 05. Dezember: Rasmus Frandsen, dänischer Ruderer (* 1886)
- 05. Dezember: Leopold Linhart, österreichischer Eiskunstläufer und Eiskunstlauftrainer (* 1914)
- 07. Dezember: Paul Wartelle, französischer Turner (* 1892)
- 10. Dezember: Aristodemo Santamaria, italienischer Fußballspieler (* 1892)
- 11. Dezember: Ward McLanahan, US-amerikanischer Stabhochspringer und Hürdenläufer (* 1883)
- 13. Dezember: José Navarro Morenes, spanischer Springreiter (* 1897)
- 14. Dezember: Fritz Hagmann, Schweizer Ringer (* 1901)
- 18. Dezember: Edmond Luguet, französischer Radrennfahrer (* 1886)
- 20. Dezember: Otto Sienholz, deutscher Fußballspieler (* 1907)
- 21. Dezember: Evert Björn, schwedischer Leichtathlet (* 1888)
- 26. Dezember: Frank Hussey, US-amerikanischer Leichtathlet (* 1905)
- 26. Dezember: Armand Marcelle, französischer Ruderer (* 1905)
- 26. Dezember: Oskar Schmidt, Schweizer Eishockeyspieler (* 1908)
- 28. Dezember: Angelo Zorzi, italienischer Turner (* 1890)
- 30. Dezember: Edvard Linna, finnischer Turner (* 1886)
- 31. Dezember: Robert Pache, Schweizer Fußballspieler und -trainer (* 1897)

### Datum unbekannt
- Terzo Bandini, italienischer Motorradrennfahrer (* 1898)
- Alfons Beckenbauer, deutscher Fußballspieler (* 1908)
- Luigi Cavanna, italienischer Motorrad- und Automobilrennfahrer (* 1906)
- Paul Müller, Schweizer Eishockeyspieler, -trainer und -schiedsrichter (* 1896)